# Alfred Sarot
Alfred Sarot (1863 – 1936) is een Belgisch architect die art nouveau en vooral eclectisme in België (hoofdzakelijk in Brussel) vertegenwoordigde. Ook heeft hij op het eind van zijn carrière diverse gebouwen ontworpen in de beaux-artsstijl.

## Biografie en stijl
Alfred Sarot werd geboren in 1863 in een gezin van 6 kinderen, zijn vader was bankier.
Alfred Sarot werd deels opgeleid door de architect Georges Hobé, die ook onder meer Jean-Baptiste Dewin opleidde.
In 1884 trouwde Alfred Sarot met de Parijse Anaïs Borgéas en in 1886 wordt zijn enige kind geboren, een zoon (Alfred Alphsone Sarot).
Alfred Sarot's stijlen zijn aanvankelijk sterk gebaseerd op het eclectisme, maar worden gaandeweg meer en meer beïnvloed door de beaux-artsstijl; de gebouwen die Alfred Sarot ontwerpt blijven klassiek, maar worden door de jaren heen bijvoorbeeld rijker gedecoreerd. Tevens is te zien dat Alfred Sarot een van de laatste gebruikers is van de Neo-Vlaamse-renaissance stroming, alvorens deze onomkeerbaar wordt overgenomen door de beaux-artsstijl. (Op de Molièrelaan in Elsene zijn twee buurpanden door hem ontworpen, interessant is dat de éne de typisch Neo-Vlaamse-renaissance stijl (mannelijker) kent en de andere een typisch voorbeeld is van de beaux-art stijl (vrouwelijker); gebouwen gelijken in het geheel niet op elkaar, maar zijn minder dan twee jaar na elkaar gebouwd.)

Alfred Sarot's carrière bewoog zich voor een groot deel rond de Molière-Longschamps wijk plaats, in de deelgemeenten Elsene en Sint-Gillis, ook wel bekend als het Berkendaelkwartier; een aantal van de huizen aan de Molièrelaan zijn door hem ontworpen.

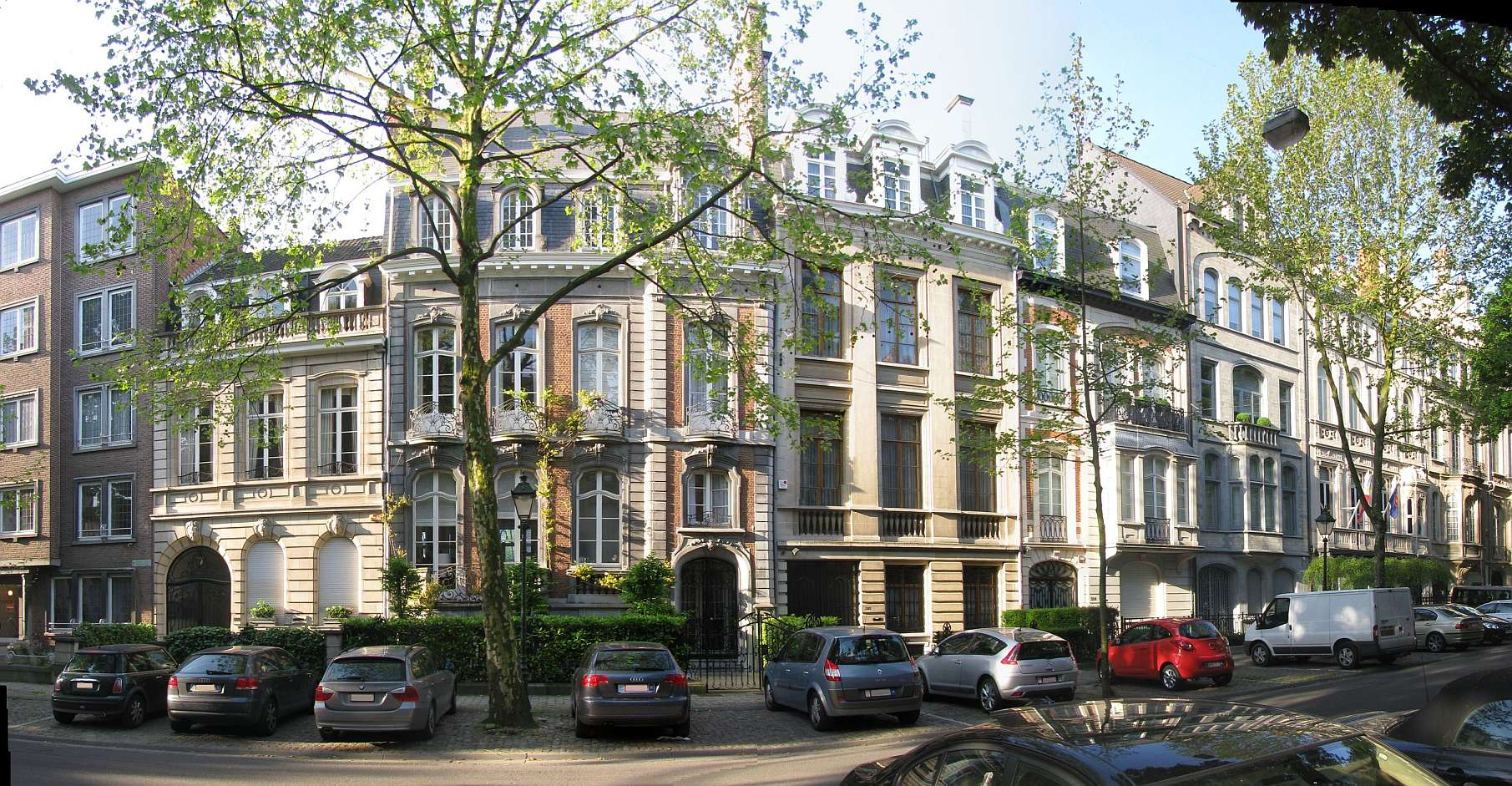
Elsene (Brussel), huizen aan Molièrelaan

## Bekende bouwwerken
Alfred Sarot's meest memorabele bouwwerken zijn:
- Het herenhuis aan de Wethoudersstraat 47 te Elsene (Brussel) welke een goed voorbeeld geeft van zijn eclectische stijl periode gecombineerd met art nouveau. Dit huis wordt gezien als een van zijn meesterwerken.[2]
- Het appartementsgebouw met handelszaak aan de Molièrelaan 525-525a uit 1911[3], welke een goed voorbeeld geeft van de combinatie van eclectische stijl en neo-Vlaamse renaissance. In de handelsruimte is momenteel een restaurant gevestigd.[4]

## Bouwwerken

### eclectische stijl
- 1897 : Edouard Ducpétieauxlaan 139 te Sint-Gillis (Brussel), woonhuis
- 1898 : Arthur Diderichstraat 77 te Sint-Gillis, woonhuis
- 1901 : Antoine Bréartstraat 119 te Sint-Gillis, woonhuis
- 1901 : Antoine Bréartstraat 151 te Sint-Gillis, woonhuis afgebroken in 1937 en vervangen door een appartementsgebouw ontworpen door architect Robert Lemaire
- 1902 : Antoine Bréartstraat 113 te Sint-Gillis, woonhuis
- 1904 : Wethoudersstraat 47 te Elsene (Brussel), herenhuis
- 1904 : Antoine Delportplein 8 te Sint-Gillis, woonhuis[5]
- 1903 : Markt 1 te Oostkamp (West-Vlaanderen) de smeedijzeren poorten voor de Sint Eligiuskerk
- 1911 : Molièrelaan 525-525a te Elsene (Brussel), appartementsgebouw met handelsruimte, combineert tevens met neo vlaamse renaissance stijl

### Beaux-arts stijl
- 1912 : Appartementsgebouw met handelsruimte Molièrelaan 519 te Elsene.[6]